# Stillwater – A lányom védelmében
A Stillwater – A lányom védelmében (eredeti címe: Stillwater) 2021-es amerikai bűnügyi filmdráma Tom McCarthy rendezésében. A forgatókönyvet McCarthy, Marcus Hinchey, Thomas Bidegain és Noé Debré írta. Ez az első DreamWorks Pictures-film, amely a Focus Features forgalmazásában jelent meg. A főszerepben Matt Damon, Camille Cottin és Abigail Breslin látható.
A film világpremierje 2021. július 8-án volt a 2021-es cannes-i filmfesztiválon. A mozikban 2021. július 30-án mutatta be a Focus Features. A kritikusoktól összességében pozitív visszajelzéseket kapott.

## Cselekmény
Egy apa Oklahomából Franciaországba utazik, hogy segítsen a lányának. Ő ugyanis börtönbe került egy gyilkosság miatt, amelyet állítása szerint nem követett el.

## Szereplők
| Szerep        | Színész         | Magyar hang     |
| ------------- | --------------- | --------------- |
| Bill Baker    | Matt Damon      | Stohl András    |
| Allison Baker | Abigail Breslin | Pekár Adrienn   |
| Virginie      | Camille Cottin  | Kis-Kovács Luca |
| Maya          | Lilou Siauvaud  |                 |
| Sharon        | Deanna Dunagan  | Zsolnai Júlia   |
| Akim          | Idir Azougli    | Penke Bence     |
| Leparq        | Anne Le Ny      | Vándor Éva      |
| Dirosa        | Moussa Maaskri  | Törköly Levente |
| Patrick       | William Nadylam |                 |

## Bemutató
A film világpremierje a 2021-es cannes-i filmfesztiválon volt. Eredetileg 2020. november 6-án tervezték bemutatni az Egyesült Államokban, de a koronavírus-járvány miatt elhalasztották.

## Fogadtatás
Richard Roeper, a Chicago Sun-Times kritikusa 3,5 ponttal értékelte a maximális négyből, kritikája során pedig a "provokatív és felkavaró" jelzőkkel illette. Simran Hans, a The Observer kritikusa 3 pontot adott a filmre a maximális ötből.
Brian Lowry, a CNN kritikusa már negatívabb kritikát közölt a filmről. Clarisse Loughrey, a The Independent kritikusa szintén negatívan értékelte: 2 pontot adott a filmre az ötből.
A film Amanda Knox történetén alapul, aki elítélte a filmet és a készítőit azért, mert eltorzitották az ő történetét.